# Harry Källström
Harry Källström (Södertälje, 30 giugno 1939 – Strömsund, 13 luglio 2009) è stato un pilota di rally svedese, considerato come uno dei migliori di fine anni 60, vincitore nel 1969 del campionato europeo rally e di una prova del campionato del mondo rally.

## Biografia

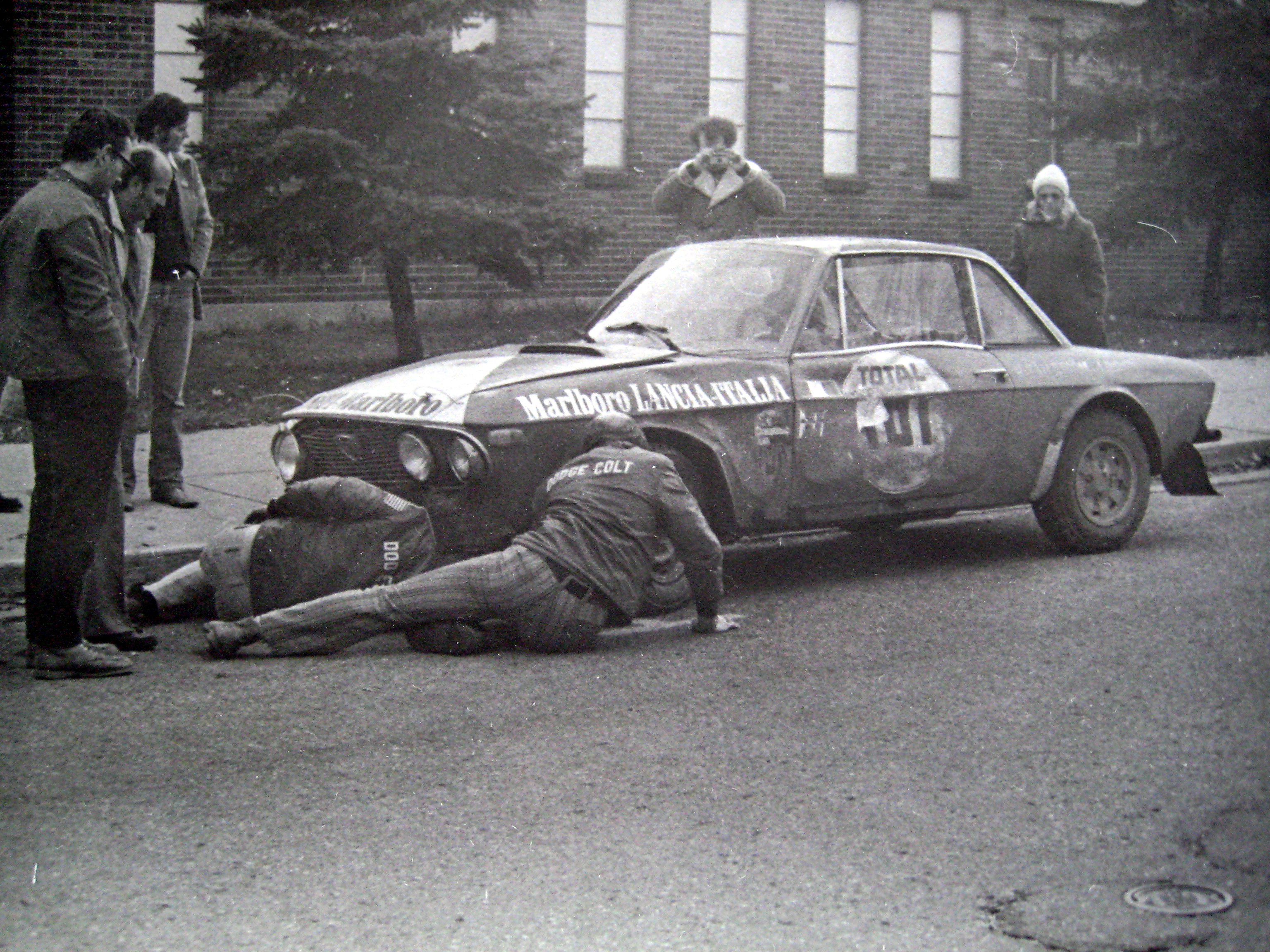
La Fulvia Coupé 1.6 HF incidentata di Källström durante il Rally Press-on-Regardless 1972

Soprannominato Sputnik, nel mondo dei rally debuttò nel 1957 guidando un Maggiolino Volkswagen, correndo per la Volkswagen dal 1959 al 1963, per poi passare alla Mini Cooper BMC, dal 1964 al 1968.
Gareggiò nel Campionato mondiale di rally negli anni '70. Prima dell'istituzione del campionato mondiale rally, Källström ha vinto il Rally di Gran Bretagna a bordo di una Lancia Fulvia 1.6 HF Coupé nel 1969 e 1970. Sempre sulla stessa vettura, nel 1969 vince il Campionato europeo di rally.
Insieme al suo navigatore Claes-Göran Andersson e alla guida di una Datsun 160J, vinse la sua unica gara mondiale al rally di Grecia 1976. Alla stessa manifestazione e con la stessa macchina, è arrivato terzo nel 1977 e nel 1979.
Il suo quarto podio nel campionato del mondo fu un secondo posto al Safari Rally del 1973 alla guida di una Datsun 1800 SSS.
La sua ultima gara del campionato del mondo è stata al Rally di Sanremo nel 1980 su una Datsun 160J.
I suoi co-piloti erano principalmente Claes-Göran Andersson nel campionato europeo fino al 1969 e Gunnar Häggbom dal 1970 al 1972.

## Palmarès

### Vittorie nel mondiale rally
| Anno | Rally                  | Navigatore | Vettura                |
| ---- | ---------------------- | ---------- | ---------------------- |
| 1970 | Rally di Gran Bretagna | /          | Lancia Fulvia Coupé HF |
| 1973 | Rally di Grecia        | /          | Datsun 160J            |

## Risultati nel mondiale rally

### ICM
- 1970 - Lancia HF Squadra Corse, Lancia, H.F. Squadra Corse Lancia - Lancia Fulvia 1.6 Coupé HF - Ritirato al Rally di Monte Carlo, ritirato al Rally di Svezia, 2° al Rally di Sanremo, ritirato al Safari Rally, 9° al Rally d'Austria, 1° al Rally di Gran Bretagna
- 1971 - H.F. Squadra Corse Lancia, Lancia HF Squadra Corse - Lancia Fulvia 1.6 Coupé HF - Ritirato al Rally di Monte Carlo, 3° al Rally di Svezia, 8° al Safari Rally, ritirato al Rally d'Austria, 8° al Rally di Gran Bretagna
- 1971 - H.F. Squadra Corse Lancia, Marlboro Lancia, Lancia Marlboro - Lancia Fulvia 1.6 Coupé HF - Ritirato al Rally di Monte Carlo, 3° al Rally di Svezia, ritirato al Rally dell'Acropoli, ritirato al Rally d'Austria, ritirato al Rally di Sanremo, ritirato al Rally Press-on-Regardless, 4° al Rally di Gran Bretagna

### WRC
| 1973 | Scuderia | Vettura                                                                                          |   |   |     |   |  |     |  |  |    |  |  |    |  |  |  |  | Punti | Pos. |
| ---- | --- | ------------------------------------------------------------------------------------------------ | - | - | --- | - |  | --- |  |  | -- |  |  | -- |  |  |  |  | ----- | ---- |
| 1973 | Lancia Marlboro Lancia HF Squadra Corse Volkswagen / Porsche Nissan Motor Co. Ltd VW Porsche Austria Datsun UK | Lancia Fulvia 1.6 Coupé HF Volkswagen 1302 S Datsun 1800 SSS Volkswagen Käfer 1303 S Datsun 240Z | 8 | 4 | Rit | 2 |  | Rit |  |  | 11 |  |  | 14 |  |  |  |  |       |      |

| 1974 | Scuderia                  | Vettura                 |   |   |    |  |  |  |    |  |  |  |  |  |  |  |  |  | Punti | Pos. |
| ---- | ------------------------- | ----------------------- | - | - | -- |  |  |  | -- |  |  |  |  |  |  |  |  |  | ----- | ---- |
| 1974 | Entreposto Datsun Dealers | Datsun 260Z Datsun 160J | 5 | 4 | 21 |  |  |  | 15 |  |  |  |  |  |  |  |  |  |       |      |

| 1975 | Scuderia                                                 | Vettura     |  |     |     |  |  |  |  |  |  |    |  |  |  |  |  |  | Punti | Pos. |
| ---- | -------------------------------------------------------- | ----------- |  | --- | --- |  |  |  |  |  |  | -- |  |  |  |  |  |  | ----- | ---- |
| 1975 | Datsuns Återförsäljarförening Old Woking Service Station | Datsun 160J |  | Rit | Rit |  |  |  |  |  |  | 11 |  |  |  |  |  |  |       |      |

| 1976 | Scuderia          | Vettura                        |  |  |  |   |   |  |  |  |  |     |  |  |  |  |  |  | Punti | Pos. |
| ---- | ----------------- | ------------------------------ |  |  |  | - | - |  |  |  |  | --- |  |  |  |  |  |  | ----- | ---- |
| 1976 | N.I. Theocharakis | Datsun 160J Datsun Violet 160J |  |  |  | 7 | 1 |  |  |  |  | Rit |  |  |  |  |  |  |       |      |

| 1977 | Scuderia                          | Vettura                        |  |  |  |     |  |   |  |  |  |  |  |  |  |  |  |  | Punti | Pos. |
| ---- | --------------------------------- | ------------------------------ |  |  |  | --- |  | - |  |  |  |  |  |  |  |  |  |  | ----- | ---- |
| 1977 | D.T. Dobie & Co N.I. Theocharakis | Datsun 160J Datsun Violet 160J |  |  |  | Rit |  | 3 |  |  |  |  |  |  |  |  |  |  |       |      |

| 1978 | Scuderia        | Vettura     |  |  |     |  |   |  |  |  |  |  |  |  |  |  |  |  | Punti | Pos. |
| ---- | --------------- | ----------- |  |  | --- |  | - |  |  |  |  |  |  |  |  |  |  |  | ----- | ---- |
| 1978 | D.T. Dobie & Co | Datsun 160J |  |  | Rit |  | 4 |  |  |  |  |  |  |  |  |  |  |  |       |      |

| 1979 | Scuderia                                                      | Vettura     |  |     |  |   |   |  |  |  |  |  |  |  |  |  |  |  | Punti | Pos. |
| ---- | ------------------------------------------------------------- | ----------- |  | --- |  | - | - |  |  |  |  |  |  |  |  |  |  |  | ----- | ---- |
| 1979 | Team Datsun Europe D.T. Dobie / Team Datsun N.I. Theocharakis | Datsun 160J |  | Rit |  | 9 | 3 |  |  |  |  |  |  |  |  |  |  |  | 14    | 18º  |

| 1980 | Scuderia                                                                    | Vettura                        |  |  |  |     |   |     |  |  |     |  |  |  |  |  |  |  | Punti | Pos. |
| ---- | --------------------------------------------------------------------------- | ------------------------------ |  |  |  | --- | - | --- |  |  | --- |  |  |  |  |  |  |  | ----- | ---- |
| 1980 | D.T. Dobie / Team Datsun N.I. Theocharakis Nissan Motors Team Datsun Europe | Datsun 160J Datsun Violet 160J |  |  |  | Rit | 7 | Rit |  |  | Rit |  |  |  |  |  |  |  | 4     | 42º  |

| Legenda | 1º posto | 2º posto | 3º posto | A punti | Senza punti | Ritirato | Squalificato | NP=Non partito C=Gara cancellata | Apice=Power stage |